# Illes Treshnish
Les illes Treshnish és un grup d'illes pertanyents a l'arxipèlag de les Hèbrides Interiors, al nord-oest d'Escòcia. Aquestes illes estan situades a cinc quilòmetres a l'oest de l'illa de Mull, al mar de les Hèbrides, i formen part del Consell d'Argyll and Bute.

## Geografia
Deshabitades i propietat del Hebridean Trust, el grup és compost de les següents illes:
- Cairn na Burgh Beag
- Cairn na Burgh Mòr
- Fladda
- Sgeir an Eirionnaich
- Sgeir a’ Chaisteil
- Lunga
- Bac Mòr (anomenada també Dutchman's Cap)
- Bac Beag

Aquestes vuit illes s'arrengleren segons un eix nord-est - sud-oest, s'estenen una distància d'onze quilòmetres i les envolten esculls i alguns illots: Sgeir Blàr nan Each, An Calb, Sgeirean Mòr, Sgeirean na Giusaich, Bogha Ruadh, Sgeir an Fheòir, Tighchoie, Sgeih na h-lolaire, Sròn Urraidh,...
Les illes són rocoses, envoltades de penya-segats que emmarquen cales amb platges. La pastura i les planes són el paisatge de terra ferma.
Les illes Treshnish foren designades Site of Special Scientific Interes i Special Protection Area per les colònies d'ocells marins (escaterets, fratèrcula, etc.), les més importants de les quals es troben a Lunga. Aquestes illes són també un lloc de nidificació hivernal per a l'oca de galta blanca que arriba de Groenlàndia i una zona d'hàbitat de colònies de foca grisa.
Les illes Treshnish també són conegudes pels seus castells en ruïna de Cairn na Burgh Beag i Cairn na Burgh Mòr.

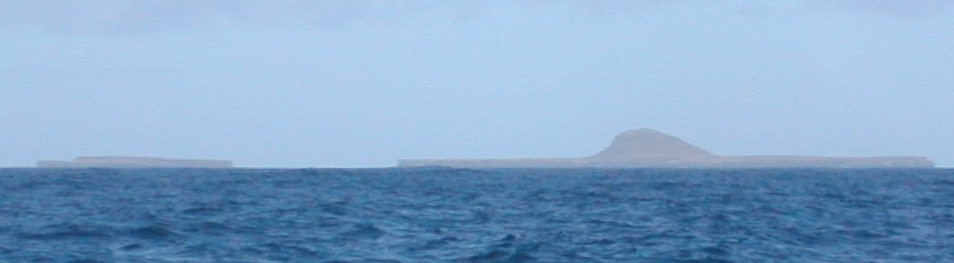
Vista de Bac Beag (a l'esquerra) i de Bac Mór (a la dreta)